# Клан Маккуин
Маккуин (англ. Macqueen), ранее Максуин — один из кланов горной части Шотландии. У него сейчас нет вождя, поэтому клан не признаётся Лионским судом.

## Фамилия
Происхождение фамилии Маккуин до сих пор неясно. Возможно, это германизированная форма гэльской фамилии MacShuibhne (гэльск. Shuibhne — добрый, приятный). Также есть мнение, что исконный вид фамилии Маккуин — MacConn (гэльск. Conn — вождь).

## История клана
Известно, что в XV веке Маккуины были союзниками Макдональдов из Кланраналда. Когда десятый вождь клана Макинтош Малькольм женился на Море Макдональд, в свиту, сопровождавшую невесту, входил Реван Маккуин. Он поселился на земле Макинтошей и стал лэрдом Коррибро, и потом там клан Маккуин стали называть кланом Реван. Считается, что имя Реван, как имя собственное, было утеряно. Однако, это старое Шотландское имя..
С тех пор поколение лэрдов Коррибро стало основной ветвью клана Маккуин. Они по-прежнему иногда помогали клану Макинтош.